# Don't Stand So Close to Me
"Don't Stand So Close to Me" (também chamado de "Don't Stand So Close" ou "Don't Stand") é uma canção de 1980 e um single da banda britânica de rock The Police.  Em 1982, The Police ganhou o "Grammy para Melhor Performance de Rock por um Duo ou Grupo com Vocais" por esta canção.  Uma regravação de "Don't Stand So Close to Me" foi lançada em 1986 como "Don't Stand So Close to Me '86".

## Panorama
A canção trata de sentimentos confusos como desejo, medo e culpa que uma estudante tem por um professor e vice versa, e que inadequadamente levam a um confronto. A música e a letra da canção foram escritas pelo vocalista do The Police, Sting, que já trabalhou como um professor de inglês. Em uma entrevista de 2001 sobre o show do álbum de vídeo ...All This Time, Sting negou que a canção é autobiográfica. O trecho "Just like the old man in that book by Nabokov" é uma alusão ao famoso romance de Vladimir Nabokov, Lolita que abrange questões um tanto similares.
"Don't Stand So Close to Me" surgiu no álbum Zenyattà Mondatta, e se tornou um hit número um na UK single junto com o correspondente videoclipe. Nos Estados Unidos, alcançou o top 10 na parada musical da Billboard Hot 100, obtendo a melhor posição na décima colocação. No Reino Unido, a faixa foi confirmada no final de 1980 como o single mais vendido daquele ano, com 900.000 cópias vendidas.
O B side, "Friends", foi composto por Andy Summers e é inspirado em Stranger in a Strange Land, um romance de ficção científica de Robert A. Heinlein.
Enquanto Sting estava em Montserrat, foi convidado a realizar vocais de apoio em "Money for Nothing", canção da banda Dire Straits, e reutilizou a melodia do refrão de "Don't Stand So Close to Me" em contraponto a letra 'I want my MTV'. Foi só depois dessa história ser relatada à repórteres durante promoções para o álbum Brothers in Arms que os advogados de Sting se envolveram, e mais tarde, cópias do álbum co-créditaram a canção a Sting. 

## Créditos
- Sting - vocais, backing vocals, baixo
- Andy Summers - guitarras, sintetizador de guitarra, voz em  "Friends"
- Stewart Copeland - bateria

### Faixas
7" - A&M / AMS 7564 (Reino Unido)
1. "Don't Stand So Close to Me" - 4:03
2. "Friends" - 3:37

7" - A&M / AMS 2301 (Estados Undios)
1. "Don't Stand So Close to Me" - 4:03
2. "A Sermon" - 2:34

## A reedição de 1986
A canção foi regravada em 1986 com um novo arranjo, um coro mais lento e um refrão diferente. A nova versão apareceu como "Don't Stand So Close to Me '86" no álbum Every Breath You Take: The Singles, e foi lançada como um single.
Um novo videoclipe foi produzido para a música retrabalhada por Godley & Creme, notável pelo seu uso precoce da computação gráfica animada.

### Faixas
7" - A&M / AM 354  (Reino Unido)
1. "Don't Stand So Close to Me '86" - 4:47
2. "Don't Stand So Close to Me" (Live) - 3:40

12" - A&M / AMY 354  (Reino Unido)
1. "Don't Stand So Close to Me '86" (Dance Mix) - 6:32
2. "Don't Stand So Close to Me '86" - 4:47
3. "Don't Stand So Close to Me" (Original Version) - 4:03
4. "Don't Stand So Close to Me" (Live) - 3:40

## Desempenho nas paradas musicais
| Parada musical (1986)                | Melhor posição |
| ------------------------------------ | -------------- |
| Canadá - RPM Top 100 Singles         | 27             |
| Estados Unidos Billboard Hot 100     | 46             |
| Países Baixos Holanda Albums Chart - | 19             |
| Reino Unido - UK Singles Chart       | 24             |